# Liste der Erzbischöfe von Tarent
Die folgenden Personen waren Bischöfe und Erzbischöfe von Tarent (Italien):
- Amasianus
- Heiliger Cataldus (? –475/480)
- Renovato
- Innozenz (492–496)
- Andreas (590– ?)
- Johannes I. (? –601)
- Honorius (603– ?)
- Johannes II. (? –649)
- Gervasio I. (659– ?)
- German (? –680)
- Cesario (erwähnt 743)
- Johannes III. (978– ?) (erster Erzbischof)
- Dionisius (983)
- Alessandro Facciapecora (1040– ?)
- Stefan (? –1041)
- Droso (? –1071)
- Orso (1080– ?)
- Basilico (? –1084)
- Albert (1092– ?)
- Giacomo (? –1098)
- Stefano Filomarino (1102– ?)
- Monaldo (1102– ?)
- Reinaldo (1106–1124)
- Gualtiero I. (1125–1129)
- Bellegardo ?
- Rolemanno (1133–?)
- Filippo, O.Cist. (1138–?)
- Giraldo (1139–1172)
- Basilico Palagaro (1179–1181)
- Gervasio II. (?–1194)
- Angelo ? (1194–1202)
- Nicola I. (1205–?)
- Berardo (1205–1210)
- Gualtiero II. (1216–1218)
- Nicola II. (1219–1244)
- Enrico da Cerasolio (1252–?)
- Gerardo (?–1260)
- Giacomo da Viterbo, O.P. (1270–1273)
- Enrico II. (1274–1298)
- Gualtiero III. (1299–1301)
- Gregorio, O.P. (1301–1334)
- Ruggero Capitignono (1334–1348)
- Bertrando (1348–1349)
- Giacomo III. (1349–1353)
- Giacomo da Atri (1358–1378)
- Marino Del Giudice (1380–1385)
- Giacomo V. (1386–?)
- Pietro Aelio da Brunaco, O.S.A. (1386)
- Elisario, O.S.B. (1391–?)
- Bartolomeo d’Aprano (?–1400) (danach Erzbischof von Salerno)
- Iacopo Palladini (1400–1401) (danach Erzbischof von Florenz)
- Alamanno Adimari (1401–1406) (danach Erzbischof von Pisa)
- Ludovico Bonito (1407–1412)
  - Rinaldo Brancaccio (1412–1420) (vorher Erzbischof von Palermo) (Apostolischer Administrator)
- Giovanni Berardi da Tagliacozzo (1421–1439)
- Giuliano Cesarini (1440–1444)
- Mario Orsini (1445–1449 ?)
- Alessandro Galeota ? (1449)
- Marino Orsini (–1471) (vorher Bischof von Gravina)
- Latino Orsini (1472–1477)
  - Giovanni d’Aragona (1477–1485) (Apostolischer Administrator)
- Giovanni Battista Petrucci (1485–1489)
- Francesco de Perez (1489–1491)
  - Giovanni Battista Orsini (1490–1498) (Apostolischer Administrator)
- Enrico Bruno, O.P. (1498–1509)
- Orlando Carretto della Rovere (1509–1510) (danach Erzbischof von Avignon)
- Giovanni Maria Poderico (1510–1524)
- Francesco Armellini Pantalassi de’ Medici (1525–1527)
- Girolamo d’Ippolito, O.P. (1528)
- Antonio Sanseverino, O.S.Io.Hieros. (1528–1543)
- Francesco Colonna (1543–1560)
- Marcantonio Colonna (1560–1568)
- Girolamo da Correggio (1569–1572)
- Lelio Brancaccio (1574–1599)
- Juan de Castro, O.S.B.Clun. (1600–1601)
- Ottavio Mirto Frangipane (1605–1612)
- Bonifazio Caetani (1613–1617)
- Antonio d’Aquino (1618–1627) (vorher Bischof von Sarno)
- Francisco Sánchez Villanueva y Vega (1628–1630) (auch Erzbischof von Mazara del Vallo und der Kanarischen Inseln)
- Gil Carrillo de Albornoz (1630–1637)
- Tommaso Caracciolo (1637–1665)
- Tommaso de Sarria, O.P. (1665–1682)
- Francesco Pignatelli, C.R. (1684–1703)
- Giovanni Battista Stella (1713–1725)
- Fabrizio de Capua (1727–1730) (danach Erzbischof von Salerno)
- Celestino Galiano, O.S.B.Coel. (1731–1732)
- Casimiro Rossi (1733–1738) (danach Erzbischof von Salerno)
- Giovanni Rossi, C.R. (1738–1750)
- Antonio Sersale (1750–1754)
- Isidoro Sánchez de Luna, O.S.B. (1754–1759) (danach Erzbischof von Salerno)
- Francesco Saverio Mastrilli, C.R. (1759–1777)
- Giuseppe Capecelatro (1778–1816)
- Giovanni Antonio de Fulgure, C.M. (1818–1833)
- Raffaele Blundo (1835–1855)
- Giuseppe Rotondo (1855–1885)
- Pietro Alfonso Iorio (Jorio) (1885–1908)
- Carlo Giuseppe Cecchini, O.P. (1909–1916)
- Orazio Mazzella (1917–1934)
- Ferdinando Bernardi (1935–1961)
- Guglielmo Motolese (1962–1987)
- Salvatore De Giorgi (1987–1990)
- Benigno Luigi Papa, O.F.M. Cap. (1990–2011)
- Filippo Santoro (2011–2023)
- Ciro Miniero (seit 2023)